# 基倫達
基倫達（葡萄牙語：Quilenda），是位於安哥拉西部的城鎮，由南廣薩省負責管轄，東鄰基巴拉，面積1,604平方公里，2006年人口78,822，人口密度每平方公里49人。